# 字德海
字德海（1980年8月—），彝族，云南凤庆人，中华人民共和国地方官员，曾任大理州副州长、大理市委书记。

## 生平
1995年至1998年在临沧师范学校普师专业学习，毕业后先后在凤庆县三岔河乡政府、凤庆县政府办公室工作，1999年12月加入中国共产党。2004年起，历任凤庆县政府办公室副主任，大寺乡党委副书记、常务副乡长，郭大寨乡乡长、党委书记等职。2011年4月，任凤庆县委常委、副县长。2013年1月，任永德县委副书记、县长。2015年12月，任临沧市发改委党组书记、主任，市粮食局局长。2017年12月至2021年10月，任大理州副州长。2021年9月，任大理州委常委、大理市委书记。2025年8月20日，字德海因涉嫌严重违纪违法，接受云南省纪委监委纪律审查和监察调查。